# Distrikty v Bhútánu

Mapa Bhútánu s vyznačením 20 regionů

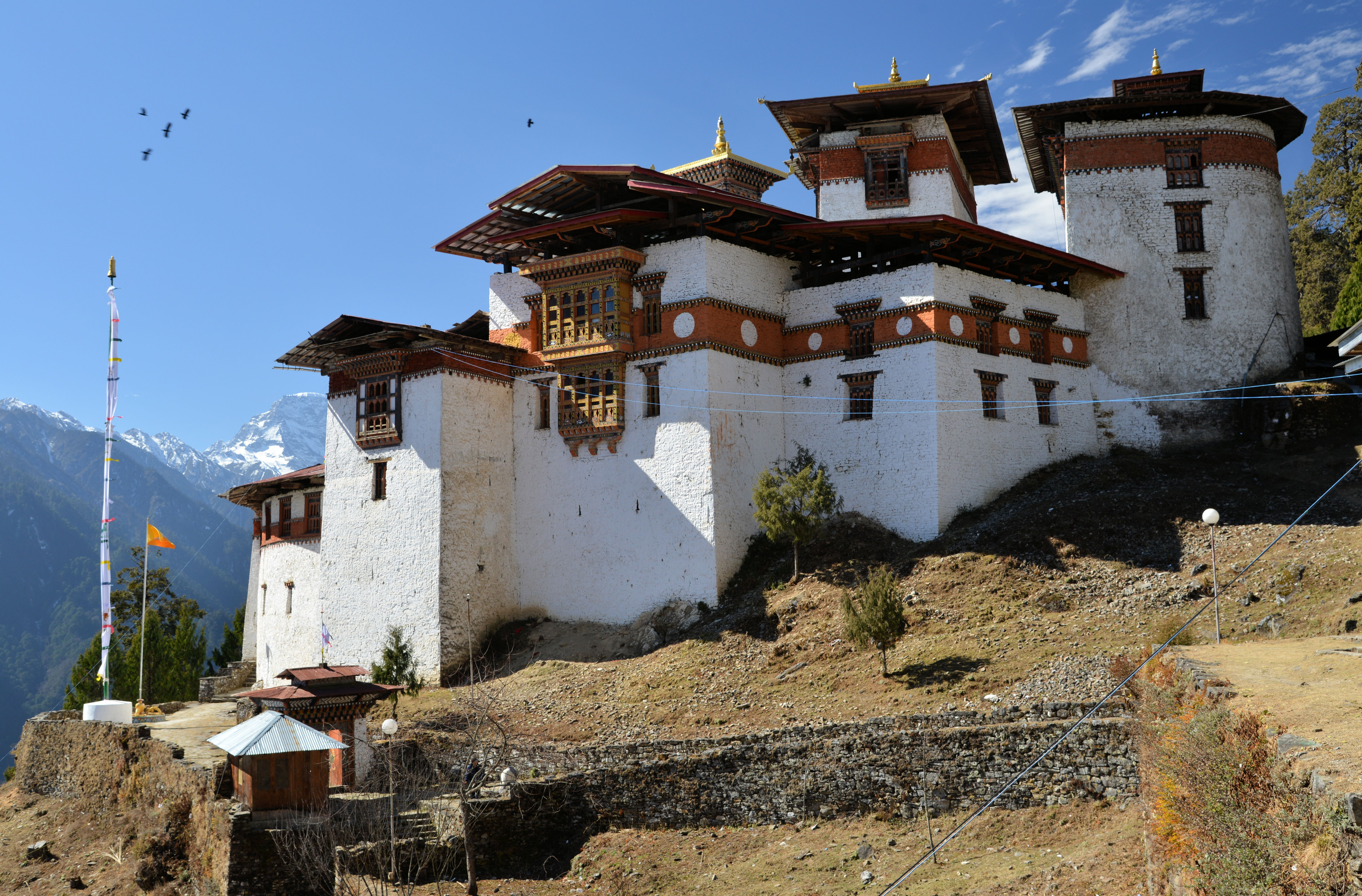
Dzong Gasa

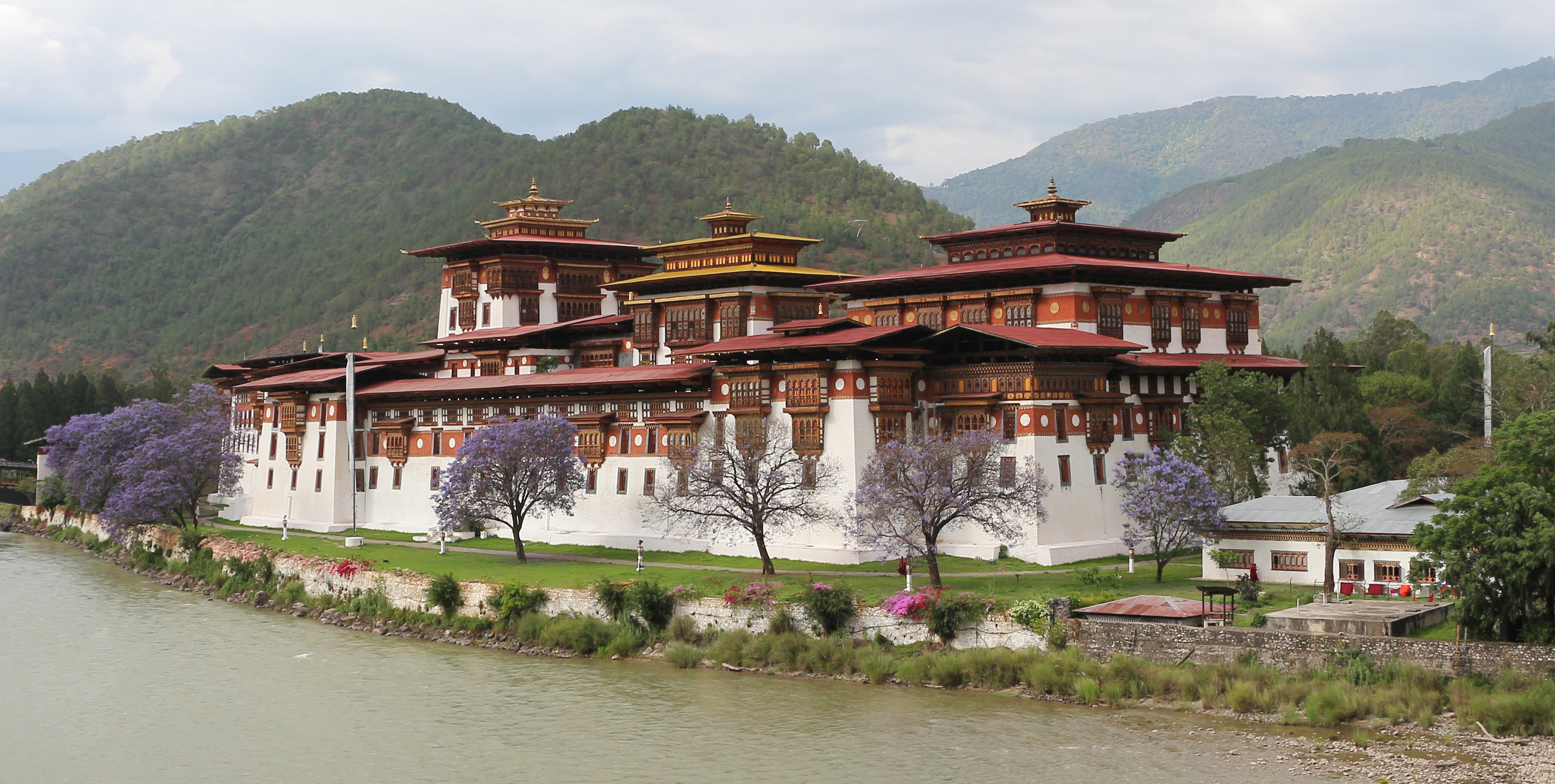
Dzong Punákha

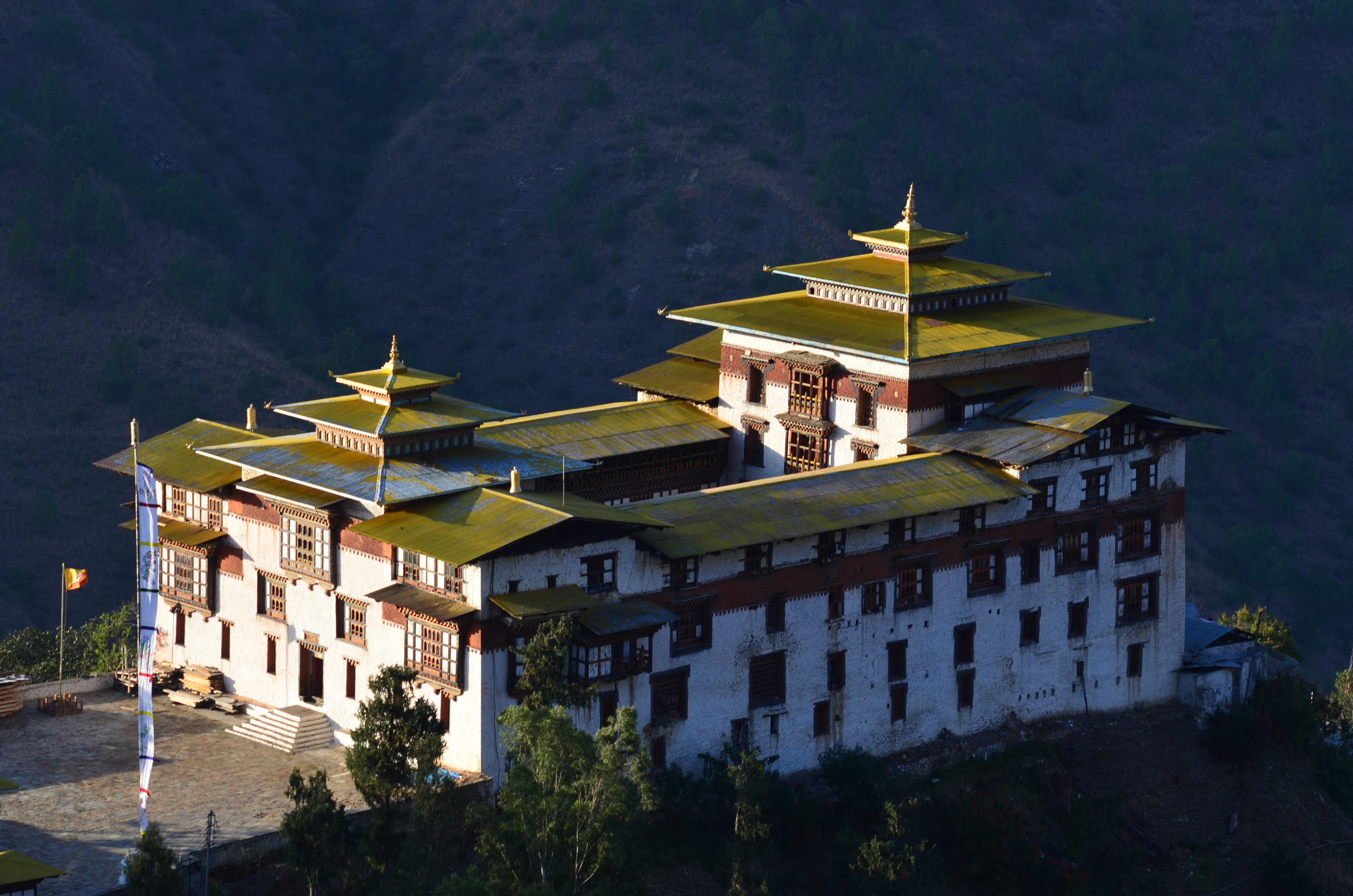
Dzong Trashigang

Bhútánské království sestává z 20 územně-správních jednotek, jejichž název v jazyce Dzongkä je dzongkhag. Volný český překlad může být distrikt, kraj, region. Výraz dzong se používá pro historické pevnosti/kláštery, které už od středověku byly v Bhútánu a Tibetu správním centry svého okolí. 

## Přehled území
| ISO kód | Území            | Správní centrum  | Rozloha (km²) | Populace (2017) | Hustota osídlení (obyv./km²) |
| ------- | ---------------- | ---------------- | ------------- | --------------- | ---------------------------- |
| BT-33   | Bumthang         | Džakar           | 2 717         | 17 820          | 7                            |
| BT-12   | Čhukha           | Phünccholing     | 1 880         | 68 966          | 37                           |
| BT-22   | Dagana           | Dagana           | 1 723         | 24 965          | 14                           |
| BT-13   | Ha               | Ha               | 1 905         | 13 655          | 7                            |
| BT-GA   | Gasa             | Gasa             | 3 118         | 3 952           | 1                            |
| BT-44   | Lhünce           | Lhünce           | 1944          | 14 437          | 17                           |
| BT-42   | Mongar           | Mongar           | 2 859         | 37 150          | 13                           |
| BT-11   | Paro             | Paro             | 1 293         | 46 316          | 36                           |
| BT-43   | Pemagacchel      | Pemagacchel      | 1 030         | 23 632          | 23                           |
| BT-23   | Punákha          | Punákha          | 1 110         | 28 740          | 26                           |
| BT-45   | Samdup Džongkhar | Samdup Džongkhar | 1 878         | 35 079          | 19                           |
| BT-14   | Samce            | Samce            | 1 305         | 62 590          | 48                           |
| BT-31   | Sarpang          | Sarpang          | 1 946         | 46 004          | 24                           |
| BT-15   | Thimphu          | Thimbú           | 2 067         | 138 736         | 67                           |
| BT-41   | Tašigang         | Tašigang         | 3 066         | 45 518          | 15                           |
| BT-TY   | Tašijangce       | Tašijangce       | 1 438         | 17 300          | 12                           |
| BT-32   | Tongsa           | Tongsa           | 1 807         | 19 960          | 11                           |
| BT-21   | Cirang           | Damphu           | 639           | 22 376          | 35                           |
| BT-24   | Wangdü Phodang   | Wangdü Phodang   | 4 308         | 42 186          | 10                           |
| BT-34   | Žemgang          | Žemgang          | 2 421         | 17 763          | 7                            |
|         | Bhútán CELKEM    | Thimbú           | 38 394        | 727 145         | 19                           |